# Acidente do Curtiss C-46 da Miami Airlines em 1951
Em 16 de dezembro de 1951, um avião Curtiss C-46 Commando da Miami Airlines caiu na cidade de Elizabeth, Nova Jérsei, logo após decolar do Aeroporto Internacional de Newark. Todas as 56 pessoas a bordo morreram. Na época, foi o segundo acidente aéreo mais mortal em solo americano, atrás do voo Northwest Orient Airlines 2501.

## Aeronave e ocupantes
A aeronave envolvida no acidente, prefixada N1678M, era uma aeronave militar Curtiss C-46F-1-CU Commando que havia sido convertida em um avião comercial. Havia voado pela primeira vez em 1945 e registrou um total de 4.138 horas de voo durante sua carreira. Foi alimentada por dois motores Pratt &amp; Whitney R-2800-51 Double Wasp. Os ocupantes da aeronave no voo do acidente consistiram em 52 passageiros e seis tripulantes, incluindo o capitão CA Lyons of Miami, e Doris Ruby, uma artista popular de boates de Sunnyside, Queens.

## Acidente
O C-46 da Miami Airlines estava se preparando para um voo regular sem escalas de Newark para Tampa. Dos dois motores da aeronave, o motor direito levou mais tempo para dar partida; ameaçadoramente, as pessoas próximas podiam ver fumaça saindo continuamente daquele motor. Por volta das 15:00 EST, o voo taxiou para a pista 28 e foi liberado para decolar às 15:03. Logo após a decolagem, no entanto, o pessoal do controle de tráfego aéreo de Newark  viu uma trilha de fumaça branca vindo do lado direito da aeronave. O controlador da torre, preocupado com o perigo de incêndio, apertou o botão de alarme de acidente no aeroporto. Um capitão da Miami Airlines, observando a decolagem do solo, também viu a fumaça, que ele acreditava ser devido a um freio direito superaquecido. Ele telefonou para a torre de controle e alertou para a aeronave manter o trem de pouso abaixado ou, se já houvesse sido elevado, estendê-lo. A torre transmitiu seu aviso à tripulação de voo do C-46, que reconheceu e iniciou o processo de abaixamento do trem de pouso.
A aeronave continuou à frente na direção em que decolou por uma distância de cerca de 4 milhas (6,44 quilômetros), ganhando lentamente uma altitude de aproximadamente 800 pés (244 metros) a 1 000 pés (305 metros). Durante todo o tempo, a fumaça piorou progressivamente; no momento em que a aeronave alcançou o ponto de 4 milhas (6,44 quilômetros), fumaça negra e chamas reais podiam ser vistas saindo da parte inferior da nacele do motor direito. Logo depois que o trem de pouso foi abaixado, uma grande explosão de chamas irrompeu debaixo da nacele direita. A aeronave inclinou-se para a esquerda em um ângulo de cerca de 10 graus e continuou nessa posição por mais 4,5 mi (7,24 km), perdendo gradualmente a altitude à medida que avançava.
Enquanto sobrevoava a cidade vizinha de Elizabeth, a aeronave, a uma altitude estimada de apenas 200 pés (61,0 metros), subitamente subiu para uma margem esquerda de 90 graus da qual não foi possível recuperar. Embora o capitão Lyons houvesse conseguido impedir que a aeronave chegasse às ruas, prédios de apartamentos e uma estação de trem abaixo, a ponta da asa esquerda da aeronave acabou atingindo o telhado de uma casa vazia perto de sua cordilheira. A aeronave agora fora de controle colidiu com o nariz em um prédio de tijolos de um andar, propriedade da Elizabeth Water Co., antes de finalmente pousar nas margens do Rio Elizabeth. A carga de combustível da aeronave acendeu imediatamente após o impacto, envolvendo os restos da aeronave e o depósito destruído em um inferno furioso. Bombeiros próximos chegaram rapidamente ao local e, finalmente, extinguiram o incêndio após cerca de 17 minutos.
Os destroços da aeronave pararam em uma posição geralmente invertida e parcialmente submersa em águas rasas. Todos os 52 passageiros e seis tripulantes a bordo do avião morreram, enquanto outra pessoa em terra ficou gravemente ferida.

## Resultado
De acordo com o relatório do acidente, os prisioneiros do cilindro número 10 do motor direito falharam, provocando o incêndio que acabou derrubando o C-46 da Miami Airlines.
O acidente foi o primeiro dos três em Elizabeth, Nova Jérsei, durante o inverno de 1951–52. Pouco mais de um mês depois, um Convair 240 da American Airlines caiu enquanto estava em aproximação final a Newark, matando todas as 23 pessoas a bordo e sete em terra. Menos de um mês depois, um Douglas DC-6 da National Airlines colidiu com um prédio de apartamentos, matando 29 das 59 pessoas a bordo e quatro em terra. O Aeroporto de Newark foi fechado após o último acidente e permaneceu assim até 15 de novembro de 1952.
Os três acidentes mais tarde inspiraram a escritora e moradora de Elizabeth Judy Blume em seu romance de 2015, In the Unlikely Event.